# Darfo Boario Terme
Darfo Boario Terme – miejscowość i gmina we Włoszech, w regionie Lombardia, w prowincji Brescia.
Według danych na rok 2004 gminę zamieszkiwało 13 560 osób, 376,7 os./km².